# Fraccionamiento Real del Valle
Fraccionamiento Real del Valle är en ort i Mexiko.   Den ligger i kommunen Villa de Zaachila och delstaten Oaxaca, i den sydöstra delen av landet, 400 km sydost om huvudstaden Mexico City. Fraccionamiento Real del Valle ligger 1 515 meter över havet och antalet invånare är 1 821.
Terrängen runt Fraccionamiento Real del Valle är kuperad åt sydväst, men åt nordost är den platt. Runt Fraccionamiento Real del Valle är det ganska tätbefolkat, med 172 invånare per kvadratkilometer. Närmaste större samhälle är Oaxaca de Juárez, 15,5 km norr om Fraccionamiento Real del Valle. Omgivningarna runt Fraccionamiento Real del Valle är en mosaik av jordbruksmark och naturlig växtlighet.